# Die Grünen/Europäische Freie Allianz/8. Wahlperiode

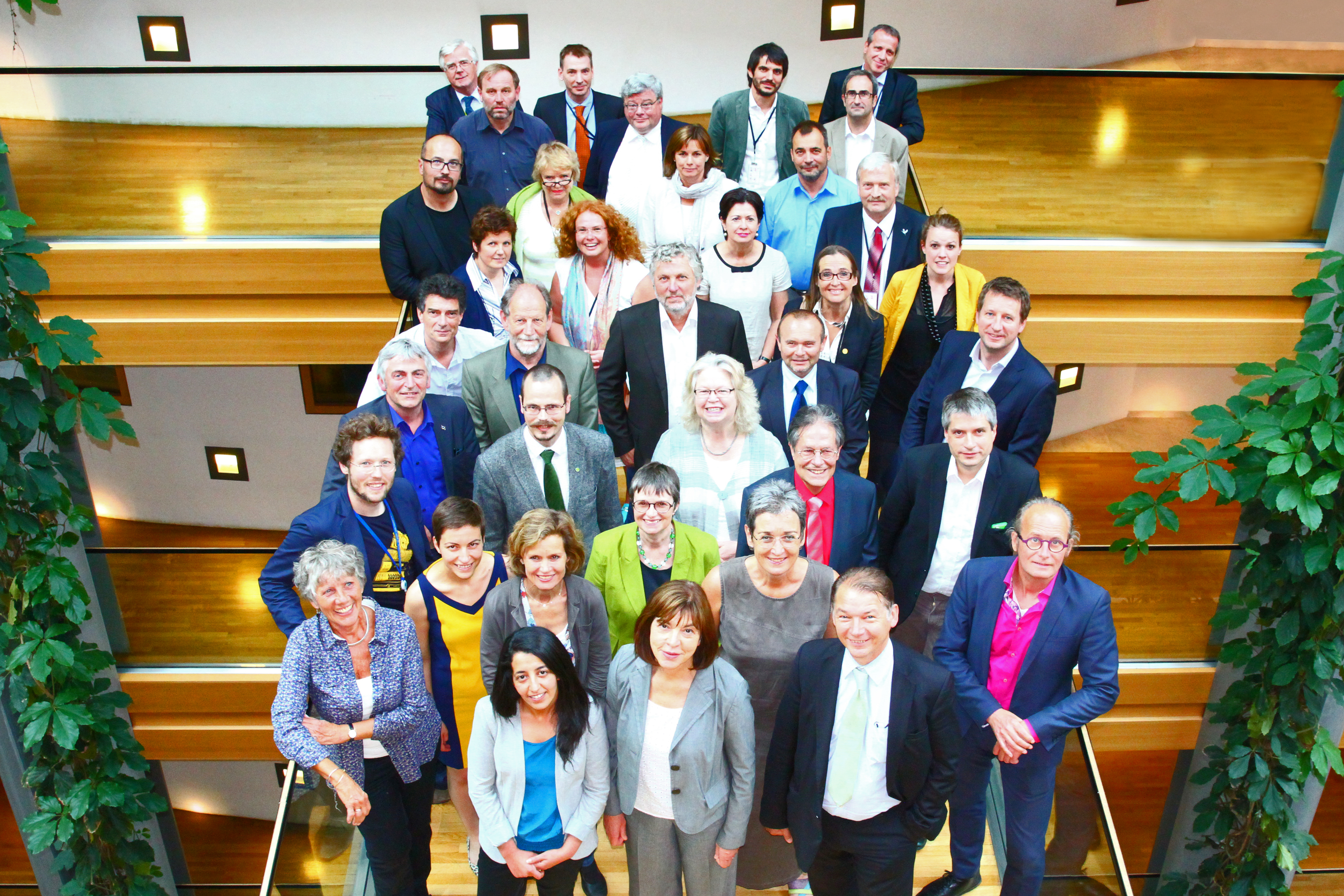
Mitglieder der Grünen/EFA-Fraktion des 8. Europäischen Parlaments im Juli 2014

## Vorstand

### Ko-Vorsitzende
- Rebecca Harms (bis 13. Dezember 2016)
- Ska Keller (seit 14. Dezember 2016)
- Philippe Lamberts

### Stellvertretende Vorsitzende
- Josep Maria Terricabras (Erster stellvertretender Fraktionsvorsitzender, Vorsitzender der EFA-Gruppe)
- Bas Eickhout (Schatzmeister)
- Heidi Hautala
- Felix Reda
- Michèle Rivasi
- Ska Keller (bis 13. Dezember 2016)
- Peter Eriksson (bis 24. Mai 2016)
- Bodil Valero (ab Mai 2016)

## Mitglieder
| Land                   | Partei     | Partei       | MdEP   | MdEP |
| Land                   | national   | Europapartei | Anzahl | Mitglieder |
| ---------------------- | ---------- | ------------ | ------ | --- |
| Belgien                | Groen      | EGP          | 1      | Bart Staes |
| Belgien                | Ecolo      | EGP          | 1      | Philippe Lamberts |
| Dänemark               | SF         | EGP          | 1      | Margrete Auken |
| Deutschland            | Grüne      | EGP          | 11     | Jan Philipp Albrecht (bis 2. Juli 2018), Reinhard Bütikofer, Michael Cramer, Sven Giegold, Rebecca Harms, Martin Häusling, Maria Heubuch, Ska Keller, Barbara Lochbihler, Terry Reintke, Helga Trüpel, Romeo Franz (ab 3. Juli 2018) |
| Deutschland            | Piraten    | PPEU         | 1      | Felix Reda |
| Deutschland            | ÖDP        | EUD **       | 1      | Klaus Buchner |
| Estland                | unabhängig | ++           | 1      | Indrek Tarand |
| Finnland               | Vihreät    | EGP          | 1      | Heidi Hautala |
| Frankreich             | EELV       | EGP          | 6      | José Bové, Karima Delli, Pascal Durand, Yannick Jadot, Eva Joly, Michèle Rivasi |
| Italien                | +          | EGP **       | 1      | Marco Affronte (seit 11. Januar 2017) |
| Kroatien               | ORaH       | EGP **       | 1      | Davor Skrlec |
| Luxemburg              | Déi Gréng  | EGP          | 1      | Claude Turmes |
| Lettland               | LKS        | EFA *        | 1      | Tatjana Ždanoka (bis 4. März 2018), Miroslavs Mitrofanovs (ab 5. März 2018) |
| Litauen                | LVŽS       | –            | 1      | Bronis Ropė |
| Niederlande            | GL         | EGP          | 2      | Bas Eickhout, Judith Sargentini |
| Österreich             | Grüne      | EGP          | 3      | Ulrike Lunacek (bis 8. November 2017), Monika Vana, Michel Reimon, Thomas Waitz (ab 10. November 2017) |
| Schweden               | MP         | EGP          | 4      | Max Andersson, Bodil Valero, Peter Eriksson (bis 24. Mai 2016), Jakop Dalunde (ab 7. Juni 2016), Isabella Lövin (bis 2. Oktober 2014), Linnéa Engström (ab 8. Oktober 2014)                                                          |
| Slowenien              | Verjamem   | EGP **       | 1      | Igor Šoltes |
| Spanien                | ERC        | EFA          | 1/2    | Josep Maria Terricabras, Jordi Solé (ab 2. Januar 2017) |
| Spanien                | NECat      | EFA **       | 1/–    | Ernest Maragall (bis 31. Dezember 2016) |
| Spanien                | BLOC       | EFA          | 1/–    | Jordi Sebastià (bis 9. Oktober 2016) |
| Spanien                | BNG        | EFA          | 1      | Ana Miranda Paz (ab 2. März 2018, Wechsel von GUE/NGL) |
| Spanien                | EQUO       | EGP          | –/1    | Florent Marcellesi (ab 11. November 2016) |
| Spanien                | ICV        | EGP          | 1      | Ernest Urtasun |
| Vereinigtes Königreich | SNP        | EFA          | 2      | Ian Hudghton, Alyn Smith |
| Vereinigtes Königreich | PC         | EFA          | 1      | Jill Evans |
| Vereinigtes Königreich | GPEW       | EGP          | 3      | Jean Lambert, Molly Scott Cato, Keith Taylor |
| Ungarn                 | LMP        | EGP          | 1      | Tamás Meszerics |
| Ungarn                 | PM         | EGP **       | 1      | Benedek Jávor |

- Grün: Mitglieder und Beobachter der EGP
- Blau: Mitglieder und Beobachter der EFA
- Grau: Unabhängige Fraktionsmitglieder